# Flandern-Rundfahrt 1948
Die Flandern-Rundfahrt 1948 war die 32. Austragung der Flandern-Rundfahrt, ein Eintagesrennen im Straßenradsport. Das Rennen wurde am 18. April über eine Distanz von 257 Kilometern ausgetragen. Die Flandern-Rundfahrt 1948 war Teil der Rennserie Challenge Desgrange-Colombo in der Saison 1948. Sieger wurde Albéric Schotte, der das Rennen bereits 1942 gewonnen hatte.

## Rennen
Das Rennen startete in Gent und führte über die Anstiege Oude Kwaremont, Kruisberg, Edelareberg und die Muur van Geraardsbergen zum Ziel in Wetteren. 265 Radrennfahrer nahmen das Rennen auf. Vier Italiener bestimmten über 100 Kilometer nach einem Ausreißversuch das Rennen. Im Aufstieg zu Oude Kwaremont fuhr das Hauptfeld heran und eine neue Gruppe von 30 Fahrern setzte sich ab. Marcel Rijckaert startete ein Solo, er wurde erst kurz vor dem Ziel eingeholt. Den Zielsprint gewann Schotte deutlich. 85 Fahrer erreichten das Ziel.

## Ergebnis
|     | Fahrer                 | Team                | Zeit              |
| --- | ---------------------- | ------------------- | ----------------- |
| 1.  | Albéric Schotte        | Alcyon–Dunlop       | 6: 43: 00 Stunden |
| 2.  | Albert Ramon           | Arliguie–Hutchinson | gl. Zeit          |
| 3.  | Marcel Rijckaert       | Mercier–Hutchinson  | gl. Zeit          |
| 4.  | Raymond Impanis        | Alcyon–Dunlop       | gl. Zeit          |
| 5.  | Gerard Buyl            | Carrara–Dunlop      | gl. Zeit          |
| 6.  | Cor Bakker             | Vege                | gl. Zeit          |
| 7.  | Maurice Dewannemaecker | Rochet–Dunlop       | gl. Zeit          |
| 8.  | Camille Beeckman       | Rochet–Dunlop       | + 0:30 Minuten    |
| 9.  | Arie Vooren            | Vege                | gl. Zeit          |
| 10. | Rik Renders            | Garin–Wolber        | gl. Zeit          |